# Trittame forsteri
Trittame forsteri är en spindelart som beskrevs av Raven 1990. Trittame forsteri ingår i släktet Trittame och familjen Barychelidae.
Artens utbredningsområde är Queensland. Inga underarter finns listade i Catalogue of Life.